# Phantasie III
Phantasie III: The Wrath of Nikademus est un jeu vidéo de rôle créé par Winston Douglas Wood et publié par Strategic Simulations à partir de 1987 sur Apple II, C64, Atari ST et Amiga. Le jeu se déroule dans un univers médiéval-fantastique et est le troisième volet de la trilogie Phantasie après Phantasie et Phantasie II,,,.
Rétrospectivement, la journaliste Scorpia du magazine Computer Gaming World considère Phantasie III comme le moins bon épisode de la série, malgré les changements apportés à son moteur de jeu. Elle estime en effet qu’il est trop court et que les joueurs risquent d’être surpris de la vitesse à laquelle ils arrivent à sa fin, qu’elle juge par ailleurs trop classique. Elle regrette également que son monde soit moins vaste, avec moins de donjon à explorer, et que malgré des monstres plus puissants, le jeu peut être terminé avec des personnages de plus bas niveau que d’habitude. Elle conclut néanmoins sur une note positive en expliquant que l’affrontement final est difficile et qu’il offre une très belle récompense, ce qui permet à la trilogie de se clore de manière satisfaisante.
Au total, Strategic Simulations a vendu 46 113 copies du jeu.